# جراحی تروما

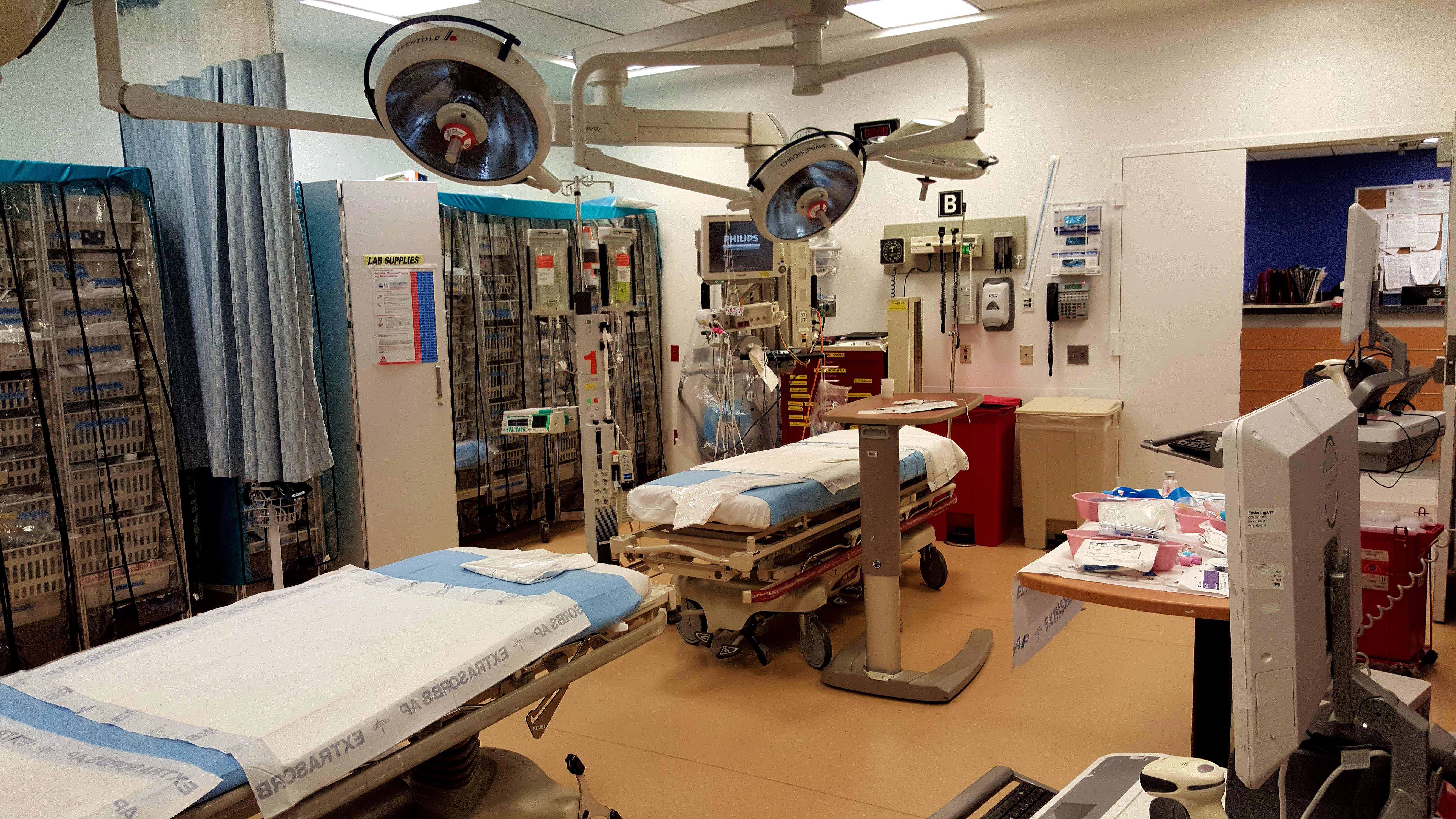
اتاق جراحی

جراحی تروما (به انگلیسی: Trauma surgery) شاخه‌ای از تخصص‌های جراحی است که به درمان تهاجمی صدمات فیزیکی، معمولاً در شرایط اضطراری، می‌پردازد. جراحان تروما با مدیریت سریع آسیب‌هایی مانند خونریزی داخلی، شکستگی‌های پیچیده، و زخم‌های نافذ (مانند چاقو یا گلوله)، نقش حیاتی در نجات جان بیماران ایفا می‌کنند. این رشته نیازمند تصمیم‌گیری سریع، مهارت‌های جراحی پیشرفته، و همکاری با تیم‌های چندتخصصی در محیط‌های پرتنش اورژانس است.جراحان تروما معمولاً دورهٔ رزیدنتی را در شاخهٔ جراحی عمومی می‌گذرانند و سپس دورهٔ فلوشیپ تروما را می‌گذرانند.

### تاریخچه
جراحی تروما ریشه در پزشکی نظامی دارد، جایی که جراحان برای درمان سریع سربازان مجروح در میدان‌های نبرد آموزش می‌دیدند. در جنگ‌های قرن بیستم، مانند جنگ جهانی اول و دوم، تکنیک‌های جراحی برای مدیریت صدمات نافذ و خونریزی‌های شدید توسعه یافتند. در دهه ۱۹۷۰، معرفی برنامه پشتیبانی پیشرفته حیات در تروما (ATLS) توسط کالج جراحان آمریکا، استانداردهای جهانی برای ارزیابی و درمان بیماران تروماتیک ایجاد کرد. با پیشرفت فناوری‌های پزشکی، مانند تصویربرداری پیشرفته و سیستم‌های اورژانس، جراحی تروما به یک تخصص مستقل تبدیل شد.